# Landero y Coss
Landero y Coss es una localidad del estado mexicano de Veracruz. Es cabecera del municipio de Landero y Coss. La localidad fue nombrada en honor al gobernador de Veracruz Francisco Landero y Coss.

## Demografía
| Censo | Población |
| ----- | --------- |
| 1900  | 456       |
| 1921  | 619       |
| 1930  | 723       |
| 1940  | 750       |
| 1950  | 862       |
| 1960  | 961       |
| 1970  | 1 214     |
| 1980  | 1 702     |
| 1990  | 1 375     |
| 1995  | 1 269     |
| 2000  | 1 155     |
| 2005  | 1 192     |
| 2010  | 1 154     |
| 2020  | 1 117     |